# Église de la Panagía Chalkéon
Pour les articles homonymes, voir Église de la Panagía.
L’église de la Panagía Chalkéon  (en grec moderne : Παναγία τῶν Χαλκέων), est une église chrétienne byzantine érigée au XIe siècle à Thessalonique, en Grèce actuelle. Elle est aujourd’hui classée patrimoine mondial de l’UNESCO en tant que monument byzantin de Thessalonique.

## Situation géographique
Le monument est situé à l'intersection des rues Egnatía et Chalkéon, à proximité de l'ancienne agora de Thessalonique, capitale de la périphérie de Macédoine-centrale.

## Histoire

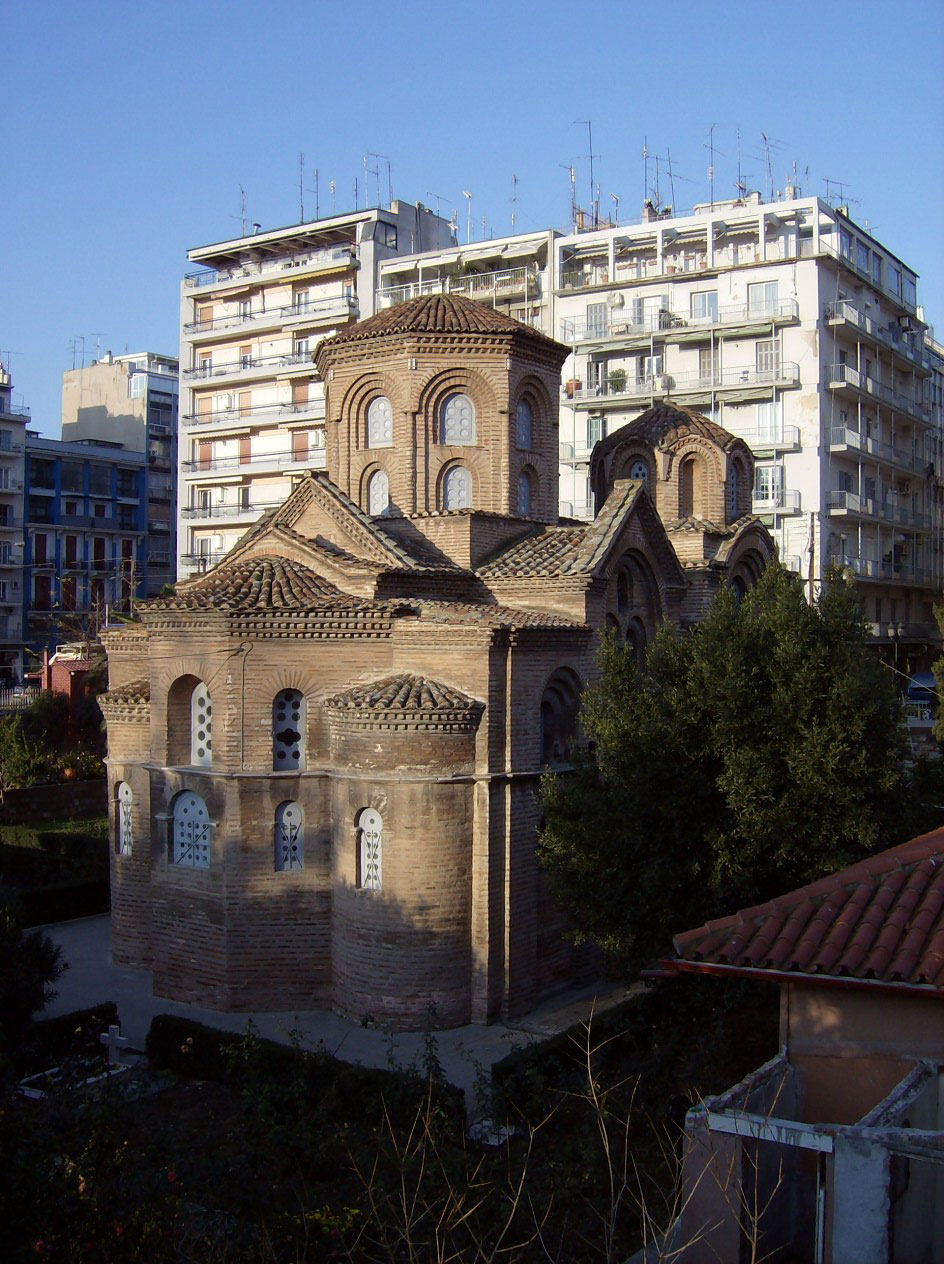
Vue générale.

### Origine du nom
Le nom « Panagía Chalkéon » est une traduction de la désignation turque « Kazancilar », en référence aux chaudronniers qui étaient situés dans la région depuis l’époque byzantine et qui s’y trouvent toujours de nos jours. Le nom qu’avaient les Byzantins pour l’église demeure inconnu, mais une hypothèse avance cependant, à la suite de la découverte d’un document de dotation, qu’ils l’appelaient « Panagía Kamariótissa » au XIVe siècle. L’hypothèse la plus probable en lien avec le nom de l’église chrétienne est qu’elle était nommée « Panagía Chalkopratíon » (Notre Dame des forges) à l’époque des Byzantins, tout comme l’était une église connue du même nom, située pour sa part à Constantinople, la désignation turque y faisant référence.

### XIesiècle
L'église de la Panagía Chalkéon est érigée en 1028 dans l'Empire byzantin à Thessalonique à la suite des invasions bulgares, qui se soldent par un échec des envahisseurs, alors que la ville, fondée en 315 - 314 avant J.-C. par Cassandre, un général d’Alexandre le Grand et aspirant au trône de Macédoine, est prospère aux niveaux économique et artistique. Selon l’inscription du fondateur, située à l’entrée ouest de la bâtisse, c’est Christophoros, un protospathaire et catépan de Longobardie, ainsi que sa famille, qui est à l’origine de la construction de l’église, érigée à un endroit où se trouvait auparavant une maison de culte païenne.
L’année 1028 marque pour l’Empire byzantin le début du règne de l’impératrice Zoé Porphyrogénète, née vers 978 et morte en 1 050. Sa sœur Théodora et elle-même sont les dernières représentantes de la dynastie macédonienne. Zoé succède à son père Constantin VIII Porphyrogénète, dont la mort est suivie d’une instabilité politique à Byzance. L’Église byzantine, qui se croit à cette époque la tête de la chrétienté, est en période de rupture avec l’Église de Rome.

### XXesiècle
Au moins deux événements affectent considérablement l’église au courant du XXe siècle. En 1917, l'incendie de la ville a pour conséquence de faire descendre le bâtiment sous le niveau de la ville moderne. Plusieurs tremblements de terre en Chalcidique causent également des dommages importants et mènent à la restauration de la Panagía Chalkéon sous la direction de Dimítrios Evangelídis et d’Aristotélis Záchos.
L’église de la Panagía Chalkéon est depuis 1988 inscrite sur la liste du patrimoine mondial de l’UNESCO de type culturel sous la section des monuments paléochrétiens et byzantins de Thessalonique.

## Architecture

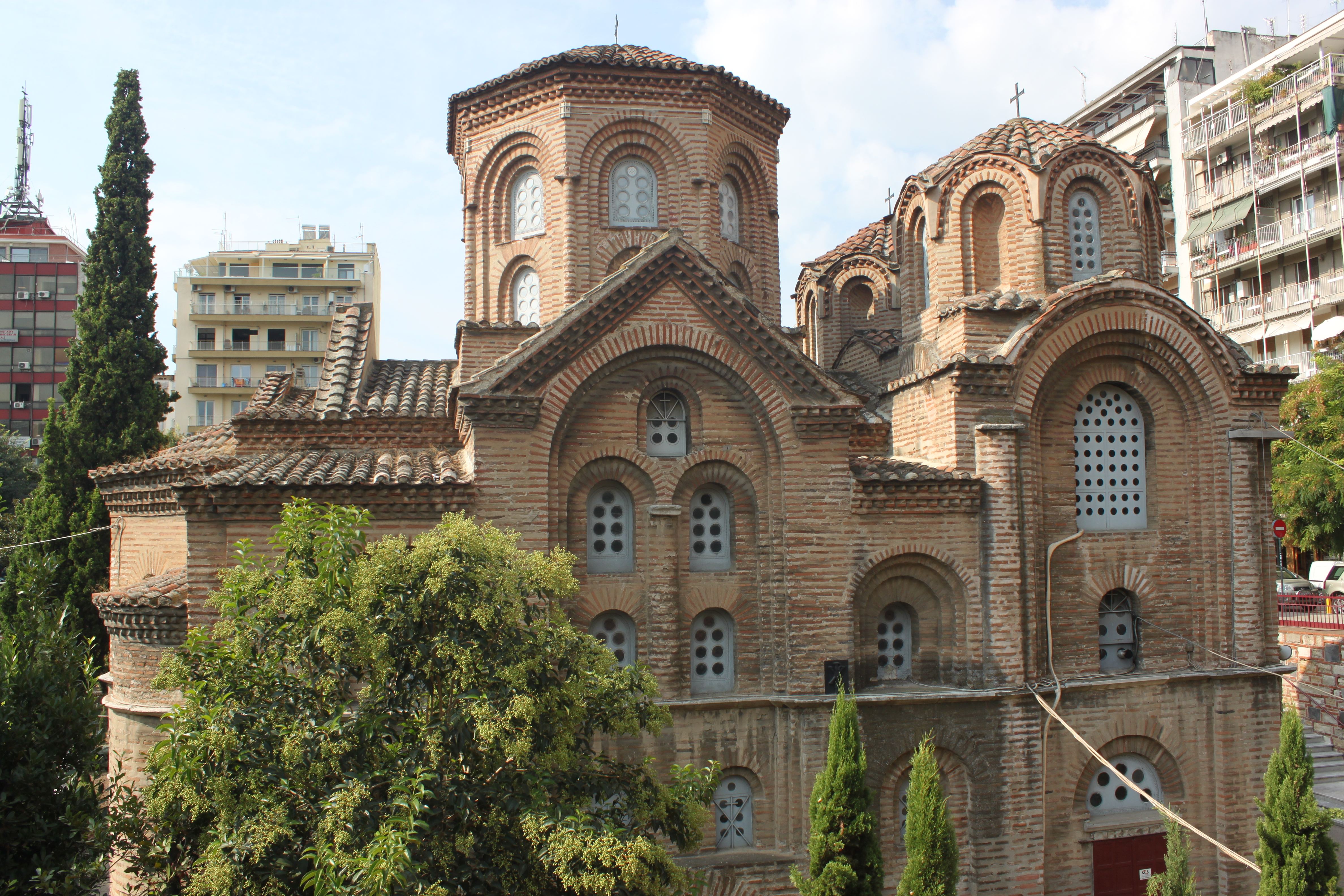
Façade nord de l'église de la Panagía Chalkéon

L’église de la Panagía Chalkéon, surnommée « église rouge » puisqu’elle est bâtie entièrement de brique, est une église à croix inscrite dominée par trois dômes de forme octogonale. Ce type de structure né à Byzance apparaît durant la dynastie macédonienne et continue d’être employé jusqu’à la fin de l’Empire byzantin, témoignant de l’influence de la capitale byzantine sur l’architecture des églises macédoniennes.
La maçonnerie sur les faces externes de l’église est exclusivement travaillée selon une technique en relief qui ornemente les murs de motifs faits de briques entrecroisées et le bâtiment est entièrement encerclé par une corniche faite de marbre.
L’intérieur du bâtiment est divisé en trois parties, soient le narthex, le naos et le sanctuaire.

### Narthex
Le narthex de la Panagía Chalkéon s’étend sur toute la largeur de l’église et est divisé en trois parties voûtées en berceau par des pilastres placés en paires ainsi que par deux larges arcades de soulagement. Trois portes y donnent accès, la principale se trouve sur le mur ouest, les deux autres se trouvent l’une dans le mur sud et l’autre dans le mur nord. Le mur restant est pour sa part occupé par trois ouvertures avec linteaux de bas-relief en marbre. Le narthex est conçu sur deux niveaux, la partie supérieure, qui servait probablement de sacristie, comprenant une galerie couverte par deux dômes et comprenant en son centre une voûte d’arêtes. Une large fenêtre arquée dans le coin nord-ouest est désormais condamnée et une grande ouverture arquée dans le mur donne quant à elle sur le naos.  

### Naos
Quatre colonnes de marbre gris clair se retrouvent dans cette section de l’église de la Panagía Chalkéon, partie de l'édifice où se tiennent les fidèles, formant les coins d’un support carré pour les arches des quatre grandes voûtes en berceau qui forment la croix tel que le veut la structure. Des pendentifs entre les arches créent le cercle sur lequel repose un dôme, qui comprend deux rangées de fenêtres.

### Sanctuaire
Le sanctuaire, que deux murs, chacun avec une arche étroite, séparent en trois parties, est presque une partie indépendante du naos. Les trois parties qui constituent le sanctuaire sont le corps principal du sanctuaire, la chapelle de prothèse et le diaconum.  

## Peintures
Les peintures présentes sur les murs de la Panagía Chalkéon partagent les traits iconographiques et stylistiques qui se retrouvent dans les autres églises de la même époque, par exemple la cathédrale Sainte-Sophie, située à Kiev ou encore le monastère Néa Moní de Chios, situé quant à lui en Grèce. L’art byzantin s’harmonise de façon naturelle avec l’articulation de l’intérieur du bâtiment, de manière à utiliser toutes les surfaces, garnies de représentations composites ou de figures isolées. La décoration peinte dans l’église de la Panagía Chalkéon n’est pas dans un très bon état de conservation. Elle demeure cependant d’un intérêt certain compte tenu que, selon une seconde inscription du fondateur, les peintures murales sont exécutées en majorité au même moment qu’est fondée l'église et l’on y retrouve deux styles dont les origines sont constantinopolitaines. L’iconographie qui se retrouve dans le monument comprend des scènes de la vie du Christ et fait référence aux douze grandes fêtes religieuses de l’Église orthodoxe.

### Ascension
L’Ascension, fête chrétienne qui marque la dernière rencontre du Christ avec ses apôtres alors qu’il s’élève jusqu’au paradis le quarantième jour suivant sa résurrection, est une scène peinte dans le dôme situé dans la partie du naos de l’église de la Panagía Chalkéon, et qui représente en son centre le Christ assis sur un arc, sa main droite devant son torse, donnant la bénédiction. Directement sous lui se trouve la Vierge Marie, priant, deux anges à ses côtés portant chacun une tunique, tenant dans leur main gauche un sceptre et levant la main droite vers Jésus. Les douze apôtres du Christ sont présentés sur le périmètre du dôme, entourant ainsi le Seigneur, avec différentes expressions et réactions à son essence divine. Sous le cercle que forment les apôtres se trouvent les seize prophètes, séparés en deux rangées de huit, portant des tuniques et portant chacun un rouleau contenant une partie de la prophétie du Christ.

### Pentecôte
Pentecôte, qui commémore la descente du Saint-Esprit parmi les disciples sur la Pentecôte juive après la mort, la Résurrection et l’Ascension de Jésus Christ, est représentée sur la voûte en berceau à l’est de l’église de la Panagía Chalkéon. Six apôtres y sont dépeints, divisés en trois groupes, dans une position assise, donnant la bénédiction avec leur main droite et tenant dans leur main gauche un rouleau.

### Nativité
Une scène de nativité est représentée dans la section est de la voûte en berceau du sud de l’église, dont la peinture de certaines sections est disparue. La Vierge Marie y est présentée à gauche d’une fenêtre, assise avec le Christ dans ses bras, un ange de grande taille se tenant à sa droite et qui se penche quelque peu vers elle. De l’autre côté de la fenêtre sont peints les trois Mages avec des contours noirs. Le premier est vieux aux cheveux blancs et à la barbe pointue de même couleur, ses yeux sont ronds et larges avec d’intenses pupilles blanches. Le deuxième est moins âgé, aux cheveux noirs et à la barbe courte et ronde et présente les mêmes caractéristiques faciales que le premier. Quant au troisième, il est jeune et sans barbe avec le visage rond et les cheveux châtains. Les trois mages se dirigent vers le nouveau-né, portant chacun une courte tunique et un panier contenant un présent pour l’enfant divin. Le décor dans lequel prend place la scène est neutre et donne une impression de profondeur.

### Présentation de Jésus au temple
Sur le côté ouest de la voûte en berceau du sud de l'église se trouve une peinture de la présentation de Jésus au Temple, qui se caractérise par sérénité, sa balance ainsi que par une atmosphère liturgique. Marie y est présentée vêtue de violet, portant dans ses bras le Christ enfant, alors que Joseph est quant à lui représenté vêtu d’une tunique bleue, tenant dans ses mains une paire de colombes. L’attitude de Jésus semble un petit peu craintive, ses mains contre sa mère et le regard tourné vers Syméon, âgé, dont les mains sont couvertes. 

### Le jugement dernier
Le jugement dernier est peint sur la voûte et sur les parties des murs est et ouest du narthex de l’église. Cette scène, qui contient plus que n’importe quelle autre le message du retour du Seigneur ainsi que le salut de l’humanité, est peinte plus fréquemment sur les murs des églises à partir de la fin du XIXe siècle. Jésus Christ le juge est dépeint de façon frontale, assis sur un tabouret, ses deux mains tendues en bénédiction, portant une tunique jaune doré et un manteau volumineux de même couleur. Son visage de forme ovale traduit un air transcendent, ses larges yeux sont ouverts, ses cheveux sont châtain-brun, séparés par le milieu et tombent sur son cou, alors que sa barbe pointue est d’une couleur gris-vert. À ses côtés se trouvent deux anges tournés dans sa direction en prière, plus bas se retrouvent quatre chérubins et Adam ainsi qu’Ève, représentés à plus petite échelle, sont agenouillés en prière, le premier portant une tunique gris-bleu et la seconde portant un manteau rouge. Derrière les anges se trouvent la Vierge Marie à gauche de l’œuvre ainsi que Jean le Baptiste sur la droite, qui adoptent tous les deux des gestes supplicatoires, légèrement penchés vers le centre de la peinture, où est assis Jésus Christ, avec lequel ils forment un groupe connu sous le nom de Déisis, représenté de façon fréquente de manière indépendante dans l’iconographie chrétienne. Un demi-cercle de figures angéliques tenant des sceptres entoure toutes ces figures et, à la droite et la gauche du groupe nommé Déisis, se trouvent les apôtres, légèrement penchés vers le centre, soit vers le Seigneur, tenant chacun un livre contre leurs genoux à l’aide de leur main gauche et donnant la bénédiction de la main droite, Pierre et Paul se démarquant légèrement. La rivière est également présente dans l’œuvre, jaillissant du repose-pieds du Christ, cheminant vers le bas jusqu’à un ange qui pousse le pécheur en enfer. 